# Kura Kura
〈Kura Kura〉(쿠라쿠라, クラクラ)는 대한민국의 걸 그룹 트와이스의 여덟 번째 싱글으로, 2021년 5월 12일에 워너 뮤직 재팬에서 발매되었다.

## 개요
이전 싱글 〈Better〉로부터 약 6개월 만에 발매된 싱글이다. 초도 한정반 A, 초도 한정반 B, 통상반과 ONCE JAPAN 회원 한정의 판매 상품인 ONCE JAPAN 한정반의 총 네 가지 형태로 발매되었다. 초도 한정반 A에만 DVD가 들어 있으며 뮤직 비디오의 메이킹 영상과 자켓의 메이킹 영상이 수록되어 있다.
타이틀 곡은 박진영이 작사를 담당했다. 2021년 3월 23일부터 나연을 시작으로 각 멤버의 티저 영상이 단계적으로 공개되었으며, 같은 달 26일에는 자켓 사진이 공개됐다. 같은 해 4월 21일 오전 0시에는 뮤직 비디오가 공개됐으며 동시에 선행 공개도 시작됐다.

## 발매 배경
2021년 3월 6일에 개최된 온라인 콘서트 “NTTdocomo新体感ライブCONNECT Special Live 『TWICE in Wonderland』 / NTTdocomo 신체간 라이브 CONNECT Special Live "TWICE in Wonderland"”에서 싱글의 발매를 발표했으며, 수록 내용도 공개됐다.

## 수록 내용
| #  | 제목                               | 작사                                    | 작곡               | 재생 시간 |
| -- | ---------------------------------- | --------------------------------------- | ------------------ | --------- |
| 1. | 〈Kura Kura〉                      | 박진영, Yu-Ki Kokubo                    | UTA                | 3:47      |
| 2. | 〈Strawberry Moon〉                | Yuka Matsumoto                          | Ciara, Trippy      | 3:23      |
| 3. | 〈Kura Kura (Instrumental)〉       | J.Y. Park “The Asiansoul”, Yu-Ki Kokubo | UTA                | 3:47      |
| 4. | 〈Strawberry Moon (Instrumental)〉 | Yuka Matsumoto                          | Ciara, Trippy, UTA | 3:21      |

| #  | 제목                                      | 재생 시간 |
| -- | ----------------------------------------- | --------- |
| 1. | 〈『Kura Kura』Music Video Making Movie〉 |           |
| 2. | 〈Jacket Shooting Making Video〉          |           |

### 내용주
1. ↑  멤버 정연은 건강상의 이유로 안무영상에는 참여하지 않았다.

### 참조주
1. 1 2 3  “TWICE日本8枚目シングルはJ.Y. Parkが作詞手がけた「Kura Kura」” [트와이스 일본 8번째 싱글은 박진영이 작사를 맡은 ‘Kura Kura’]. 《音楽ナタリー》 (일본어) (株式会社ナターシャ). 2021년 3월 7일. 2021년 3월 8일에 확인함.
2. ↑  “TWICE｜JAPAN 8th SINGLE『Kura Kura』5月12日発売｜今ならDVD付きはオンライン限定10％オフ｜先着特典A5サイズポストカード付き！” [트와이스 | 일본 8번째 싱글 ‘Kura Kura’ 5월 12일 발매 | 지금이라면 DVD 부록은 온라인 한정 10% 할인]. 《タワーレコードオンライン》 (일본어) (タワーレコード株式会社). 2021년 3월 6일. 2021년 3월 8일에 확인함.
3. ↑  “TWICE JAPAN 8th SINGLE『Kura Kura』 Teaser NAYEON公開！” [트와이스 일본 8번째 싱글 ‘Kura Kura’ 티저 나연 공개!]. 《TWICE JAPAN OFFICIAL SITE》 (일본어). 2021년 3월 23일. 2021년 4월 21일에 확인함.[깨진 링크(과거 내용 찾기)]
4. ↑  “TWICEのニューシングル「Kura Kura」ジャケ公開” [트와이스의 새 싱글 ‘Kura Kura’ 자켓 공개]. 《音楽ナタリー》 (일본어). 株式会社ナターシャ. 2021년 3월 26일. 2021년 4월 21일에 확인함.
5. ↑  “TWICE、揺れ動く恋心を表現した「Kura Kura」MV公開” [트와이스, 흔들리는 연심을 표현한 ‘Kura Kura’ MV 공개]. 《BARKS》 (일본어). 2021년 4월 21일. 2021년 4월 21일에 확인함.
6. ↑  “TWICE、日本8thシングルは「Kura Kura」。生配信ライブでリリース発表” [트와이스, 일본 8th 싱글은 ‘Kura Kura’. 생방송 라이브로 발매 발표]. 《BARKS》 (일본어) (JAPAN MUSIC NETWORK). 2021년 3월 7일. 2021년 3월 8일에 확인함.